# Charles Rouse-Boughton
Charles William Rouse Boughton (décembre 1747 - 26 février 1821) est administrateur en Inde auprès de la Compagnie britannique des Indes orientales et par la suite membre de la Chambre des communes britannique représentant d'abord Evesham puis Bramber.

## Biographie
Il est le deuxième fils de Shuckburgh Boughton de Poston Court Hereford et de Mary Greville (20 décembre 1713 - 1er mars 1786), fille de l' hon. Algernon Greville et l'hon. Mary Somerset, fille de Lord Arthur Somerset (1671–1743), fils de Henry Somerset (1er duc de Beaufort). Il va en Inde en tant que greffier en 1765 et occupe plusieurs postes judiciaires et administratifs au service de la Compagnie des Indes orientales. Il est à plusieurs reprises interprète persan, négociant et juge principal. Pendant son séjour en Inde, il hérite d'un domaine à Rouse Lench, Worcestershire légué par Thomas Phillips Rouse.
Il quitte la Compagnie des Indes orientales et, après son retour en Angleterre en 1778, se présente au Parlement à Evesham en 1780, où il est élu après une bataille acharnée. Son principal intérêt pour la politique est l'Inde et les discours qu'il prononce entre 1780 et 1790 portent tous sur les affaires indiennes. En 1784, il est nommé secrétaire du Conseil de contrôle de l'Inde et occupe ce poste jusqu'en 1791. Il s'est opposé à la destitution de Warren Hastings.
Charles ne se présente pas aux élections de 1790 et quitte le Parlement. Il prend le nom de Rouse par licence royale en 1791 et est créé 1er baronnet Boughton Rouse. En 1794, il hérite du titre de 9e baronnet de Langford et change son nom de famille en Rouse Boughton.
Aux élections générales de 1796, il est réélu sans opposition à Bramber, un arrondissement pourri, où un accord avait fonctionné depuis 1774, par lequel les deux propriétaires des  "misérables chaumières" qui avaient le droit de vote à Bramber désignaient chacun un député. Dans le nouveau Parlement, il parle à plusieurs reprises des affaires indiennes. Il quitte son siège en 1800 lorsqu'il est nommé commissaire aux comptes, poste qu'il occupe jusqu'à sa mort en 1821.

## Famille
Il épouse Catherine Pearce Hall, la fille de William Pearce Hall et de son épouse Catherine Comyn, en 1781. Catherine est l'héritière des domaines de Downton près de Ludlow, dont Downton Hall. Ce fut une chance pour Charles puisque son frère Edward a légué les domaines de Boughton à Elisabeth Davis, sa fille naturelle par une servante, qui épouse plus tard le baronnet George Braithwaite. Catherine améliore le domaine de Downton, plantant High Grove ou Catherine's Grove, et son portrait est peint par Romney en 1785. Charles s'intéresse à l'agriculture et est réputé pour son remarquable porc. À Londres, il vit à Corney House Chiswick.
Le fils de Charles, William, hérite du titre de baronnet et sa fille Louise (1785 - 9 juillet 1860) épouse d'une part St Andrew St John (14e baron St John de Bletso) et d'autre part Sir John Vaughan.